# Sorocaba
Sorocaba je grad u Brazilu. Nalazi se u saveznoj državi Sao Paulo.

## Stanovništvo
Prema procjeni iz 2007. u gradu je živjelo 559.157 stanovnika.
| 1991.   | 2000.   |
| ------- | ------- |
| 379.006 | 493.468 |

## Vanjske poveznice
- Službena stranica